# Thelypteris madidiensis
Thelypteris madidiensis är en kärrbräkenväxtart som beskrevs av Alan Reid Smith och M. Kessler. Thelypteris madidiensis ingår i släktet Thelypteris och familjen Thelypteridaceae. Inga underarter finns listade.